# Miandrivazo (distrikt)
Miandrivazo är ett distrikt i Madagaskar.   Det ligger i regionen Menabe, i den centrala delen av landet, 230 km väster om huvudstaden Antananarivo.